# العلاقات السعودية اليابانية
العلاقات السعودية اليابانية هي العلاقات الخارجية بين المملكة العربية السعودية واليابان. تؤرخ أول زيارة لمواطن ياباني إلى الجزيرة العربية إلى عام 1909، حين وصل ميتسوتارو ياماوكا (1880-1959)، بعد إسلامه وتسمية نفسه بـ "عمر"، إلى الأراضي المقدسة برفقة حجاج من منغوليا. في أثناء تلك الزيارة، التقى ياماوكا الملك عبد العزيز آل سعود قبل توحيد المملكة. وثّق ياماوكا رحلته في كتابين: "رحلة عبور المنطقة الغامضة من العالم – الجزيرة العربية" (1912) و"قوة الدين الإسلامي الغامضة" (1921).
بدأت الزيارات الرسمية بين دولة اليابان والسعودية عام 1938م عندما قام المبعوث السعودي لدى إنجلترا حافظ وهبة بزيارة اليابان نيابة عن الملك عبدالعزيز لحضور افتتاح مسجد طوكيو. حيث تلقى الملك عبدالعزيز دعوة من الجانب الياباني لحضور افتتاح المسجد تقديراً لدعمه في بناءه ومساندة المسلمين في اليابان.
مقابل هذه الزيارة، زار المبعوث الياباني لدى مصر ماسايوكي يوكوياما المملكة عام 1939م لأول مرة كمسؤول ياباني والتقى بالملك عبد العزيز في الرياض.
تمثلت أبرز التطورات الرئيسة بعد الحرب العالمية الثانية في إرسال أول وفد اقتصادي ياباني للسعودية وذلك في عام 1953مأما العلاقات الدبلوماسية الرسمية بين البلدين فقد تأسست بشكل رسمي في عام 1955م.
و من الأمور المميزة للعلاقات الثنائية هو عندما منحت السعودية حق امتياز التنقيب عن البترول لشركة يابانية هي شركة الزيت العربية وقد حققت نجاحا ً في استخراج البترول فيما بعد. تم توقيع اتفاقية الامتياز في ديسمبر 1957م وتم اكتشاف تجريبي للبترول في يناير عام 1960م.
بدأت الزيارات المتبادلة للشخصيات الهامة عندما قام الأمير سلطان بن عبد العزيز بزيارة لليابان عام 1960م حين كان يشغل منصب وزير المواصلات. ثم عززت زيارة الملك فيصل لليابان عام 1971م الصداقة بشكل كبير بين البلدين. فازدادت الزيارات للشخصيات المهمة بين البلدين بعد الأزمة النفطية عام 1973م.
لقد تطورت العلاقات بين العائلة الإمبراطورية اليابانية والعائلة الحاكمة السعودية من خلال هذه الزيارات المتتالية. قام ولي عهد اليابان الأمير أكيهيتو وزوجته ميتشيكو وهما امبراطور وامبراطورة اليابان حاليا ً بزيارة للمملكة عام 1981م. حضر الأمير نواف بن عبد العزيز مراسيم تتويج الإمبراطور نيابة عن الملك فهد عام 1990م. قام ولي عهد اليابان الأمير ناروهيتو وزوجته الأميرة ماساكو بزيارة للمملكة عام 1994م.
وبالنسبة للتطورات الحديثة، قام رئيس وزراء اليابان ريوتارو هاشيموتو والملك فهد بصياغة “الشراكة الشاملة نحو القرن الحادي والعشرين” عندما زار هاشيموتو السعودية عام 1997م. زار ولي العهد الأمير عبد الله بن عبد العزيز اليابان عام 1998م ووقع ”التعاون السعودي الياباني مع رئيس الوزراء كييزو اوبوتشي. زار وزير الخارجية الياباني يوهي كونو المملكة عام 2001م واعلن مبادراته في ثلاثة مجالات: تشجيع الحوار بين الحضارات مع العالم الإسلامي وتطوير مصادر المياه والحوار السياسي الواسع المتعدد.
في مارس/آذار 2017م، زار الملك سلمان بن عبدالعزيز اليابان وتعد الزيارة الأولى منذ 46 عاماً، وذلك من أجل تعزيز التعاون الاقتصادي وإقامة شراكة إستراتيجية، في مجالات متنوعة.

## الرؤية السعودية اليابانية 2030

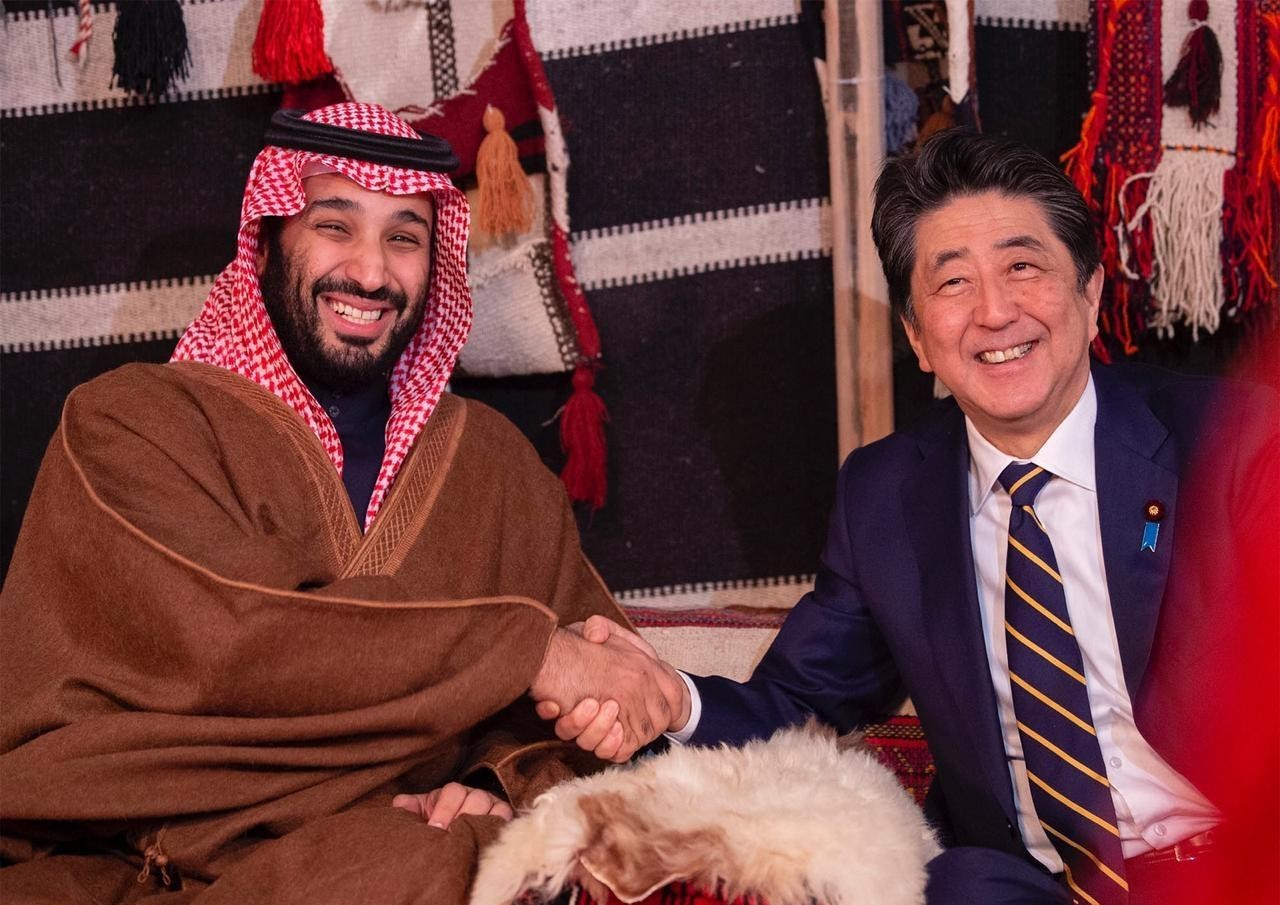
الأمير محمد بن سلمان آل سعود يصافح رئيس وزراء اليابان شينزو آبي في العلا سنة 2020

أثناء زيارة ولي العهد السعودي محمد بن سلمان لليابان في سبتمبر عام 2016 تم الإتفاق مع رئيس وزراء اليابان شينزو آبي على تكوين مجموعة مشتركة بين البلدين تحمل اسم (الرؤية السعودية اليابانية 2030) تهدف إلى بناء شراكات إستراتيجية وتعنى بتنويع اقتصاد السعودية وتوسيع فرص الإستثمار للجانب الياباني. وتم إطلاق هذا البرنامج أثناء زيارة الملك سلمان بن عبد العزيز لليابان في مارس 2017. 
قامت "الرؤية السعودية اليابانية 2030" على 3 أركان أساسية وهي: 
1-   التنوع، ويقوم على النمو المستدام من خلال تعزيز القدرات التنافسية للقطاعات الصناعية.
2-   الابتكار، ويقوم على تعزيز القدرات التنافسية للقطاعات الاقتصادية.
3-   القيم الناعمة، وتقوم على تجديد المشهد الاجتماعي والثقافي في كلا البلدين. 
تشمل "الرؤية السعودية اليابانية 2030" العمل في تسعة قطاعات رئيسية بين البلدين، وهي: الطاقة، وتنمية المشروعات الصغيرة والمتوسطة، والأمن الغذائي والزراعة، والرعاية الصحية، والبنية التحتية المتطورة، والتمويل والاستثمار، والإعلام والترفيه، والصناعات التنافسية، والثقافة، والرياضة، والتعليم. يشترك في تحقيق هذه الرؤية أكثر من 65 هيئة حكومية من كلا البلدين، من خلال تنفيذ ما يزيد عن 70 مشروعًا مشتركًا.